# Aequidens tubicen
Espèce
Aequidens tubicen est une espèce de poissons perciformes appartenant à la famille des Cichlidae.